# Dolinsk
Dolinsk (en russe : Долинск) est une ville de l'oblast de Sakhaline, en Russie, et le centre administratif du raïon de Dolinsk. Sa population s'élevait à 11 891 habitants en 2022.

## Géographie
Dolinsk est située au sud-est de l'île de Sakhaline, à 10 km de la côte de la mer d'Okhotsk et à 45 km au nord de Ioujno-Sakhalinsk.

## Histoire
Le village russe de Galkino-Vrasskoïe a été fondé en 1884 à l'emplacement du village aïnou de Siantcha. À partir de 1905, en vertu du traité de Portsmouth, il passa sous la souveraineté japonaise sous le nom de Ochiai (en japonais : 落合 ; en russe : Отиай). La localité s'est alors développée, devenant une ville. En 1945, elle passa sous domination de l'Union soviétique et fut renommée Dolinsk en 1946.
À 5 km au sud de Dolinsk se trouve la base aérienne de Dolinsk Sokol. C'est de cette base que décolla l'avion intercepteur Soukhoï Su-15, qui abattit le Boeing 747-200 du Vol 007 Korean Airlines, le 1er septembre 1983, au large de l'île Sakhaline.

## Population
Recensements (*) ou estimations de la population:
| 1925  | 1935   | 1959*  | 1967   | 1970*  | 1979*  | 1989*  |
| ----- | ------ | ------ | ------ | ------ | ------ | ------ |
| 5 956 | 11 269 | 14 802 | 15 000 | 13 744 | 14 776 | 15 653 |

| 1992   | 1996   | 1998   | 2000   | 2001   | 2002*  | 2003   |
| ------ | ------ | ------ | ------ | ------ | ------ | ------ |
| 15 900 | 15 000 | 14 500 | 14 000 | 13 800 | 12 555 | 12 600 |

| 2004   | 2005   | 2006   | 2007   | 2008   | 2009   | 2010*  |
| ------ | ------ | ------ | ------ | ------ | ------ | ------ |
| 12 200 | 11 971 | 11 712 | 11 628 | 11 589 | 11 517 | 12 200 |

| 2011   | 2012   | 2013   | 2014   | 2015   | 2016   | 2017   |
| ------ | ------ | ------ | ------ | ------ | ------ | ------ |
| 12 200 | 12 049 | 11 885 | 11 814 | 11 730 | 11 751 | 11 708 |

| 2018   | 2019   | 2020   | 2021   | 2022   | - | - |
| ------ | ------ | ------ | ------ | ------ | - | - |
| 11 765 | 11 685 | 11 851 | 11 774 | 11 891 | - | - |